# Leo Gestel
Leo (Leendert) Gestel (født 22. november 1881 i Woerden, provinsen Utrecht; død 26. november 1941 i Hilversum) var en nederlandsk maler, der også var virksom som litograf, illustrator og freskomaler.
Gestel blev først uddannet kunstlærer. 1903 besluttede han sig for at arbejde som fri kunstner. Han var elev af de nederlandske kunstnere August Allebé (1838-1927) og Nicolaas van der Waay (1855-1936).
Leo Gestel var påvirket af blandt andet hollandsk luminisme og franske bevægelser som fauvismen. Desuden er spor af futurisme og kubisme synlige i Gestels arbejde. I slutningen af sin karriere vendte Leo Gestel tilbage til en mere realistisk stil.
| - Portrætter af Leo Gestel - Selvportræt, 1913 - Selvportræt, 1926 - Gestel i 1926 - Selvportræt, 1941 - Skulptur i Woerden, 2015. Af Judith Pfaeltzer(nl) |

| - Værker af Leo Gestel − efter år - Kvindeportræt, 1904-06 - Kålmark, 1907 - "To elegante damer", 1908 - Både langs kysten, 1908 |

| - Kold efterårsdag, 1909 - Stilleben med tigerlilje, ca. 1912 - Gladiolus, 1913 - Else Berg (1877-1942(en)), 1913 - Terreno på Mallorca(es), 1914 - 'Uittocht' (exodus, udvandring), ca. 1914 - Piet Boendermaker (1877-1947(nl)), 1917 - Malketid på gården, 1927 - 'Spakenburg'(en), 1932 - Akt, 1941 |